# キャメロン・デヴリン
キャメロン・デヴリン（Cameron Devlin, 1998年6月7日 - ）は、オーストラリア・シドニー出身のサッカー選手。ハート・オブ・ミドロシアンFC所属。ポジションはミッドフィールダー。

## 経歴
2019年7月4日、ウェリントン・フェニックスFCと2年契約を結んだ。しかし、大半がリザーブチームでのプレーであった。同年12月14日のメルボルン・ビクトリーFC戦でトップチームデビュー。
2021年6月28日、ニューカッスル・ジェッツFCと2年契約を結んだ。しかし、同年8月にハート・オブ・ミドロシアンFCに移籍した。

### 代表
2022年9月25日のニュージーランド代表戦でA代表デビュー。

## 代表歴

### 出場大会
- オーストラリア代表
  - 2022 FIFAワールドカップ

### 試合数
- 国際Aマッチ 2試合 0得点（2022年-）[6]

| オーストラリア代表 | 国際Aマッチ | 国際Aマッチ |
| 年                 | 出場        | 得点        |
| ------------------ | ----------- | ----------- |
| 2022               | 1           | 0           |
| 2023               | 1           | 0           |
| 2024               |             |             |
| 通算               | 2           | 0           |